# Yang Min-hyeok
Yang Min-hyeok (en coréen : 양민혁), né le 16 avril 2006 à Gwangju en Corée du Sud, est un footballeur international sud-coréen qui évolue au poste d'ailier droit à Portsmouth FC, en prêt de Tottenham Hotspur.

## Biographie

### En club
Né à Gwangju en Corée du Sud, Yang Min-hyeok commence sa carrière au Gangwon FC. Il joue son premier match en professionnel le 2 mars 2024, lors de la première journée de la saison 2024 de K League 1, face au Jeju United. Il est titularisé au poste d'ailier gauche, et délivre une passe décisive sur l'ouverture du score. Les deux équipes se neutralisent ce jour-là (1-1). Yang inscrit son premier but en professionnel dès son deuxième match, le 10 mars 2024, face au Gwangju FC. Titularisé pour la première fois, il ouvre le score au bout de deux minutes de jeu. Il ne permet toutefois pas à son équipe de s'imposer, celle-ci étant finalement battue par quatre buts à deux.
Alors qu'il est de coutume d'attendre un an après avoir signé un contrat semi-professionnel, Yang Min-hyeok est récompensé par ses prestations en signant son premier contrat professionnel six mois après son intégration à l'équipe première.
Le 28 juillet 2024, Yang Min-hyeok s'engage en faveur de Tottenham Hotspur. Le transfert est effectif à partir du 1er janvier 2025 et il signe un contrat de cinq ans, soit jusqu'en juin 2030,.

### En sélection
Yang Min-hyeok est convoqué avec l'équipe de Corée du Sud des moins de 17 ans pour participer au Championnat d'Asie des moins de 17 ans en 2023. Son équipe arrive en finale où elle est battue par le Japon.

## Palmarès

### En sélection
Corée du Sud -17 ans
- Championnat d'Asie
  - Finaliste en 2023